# Jumelage de mitrailleuses Reibel

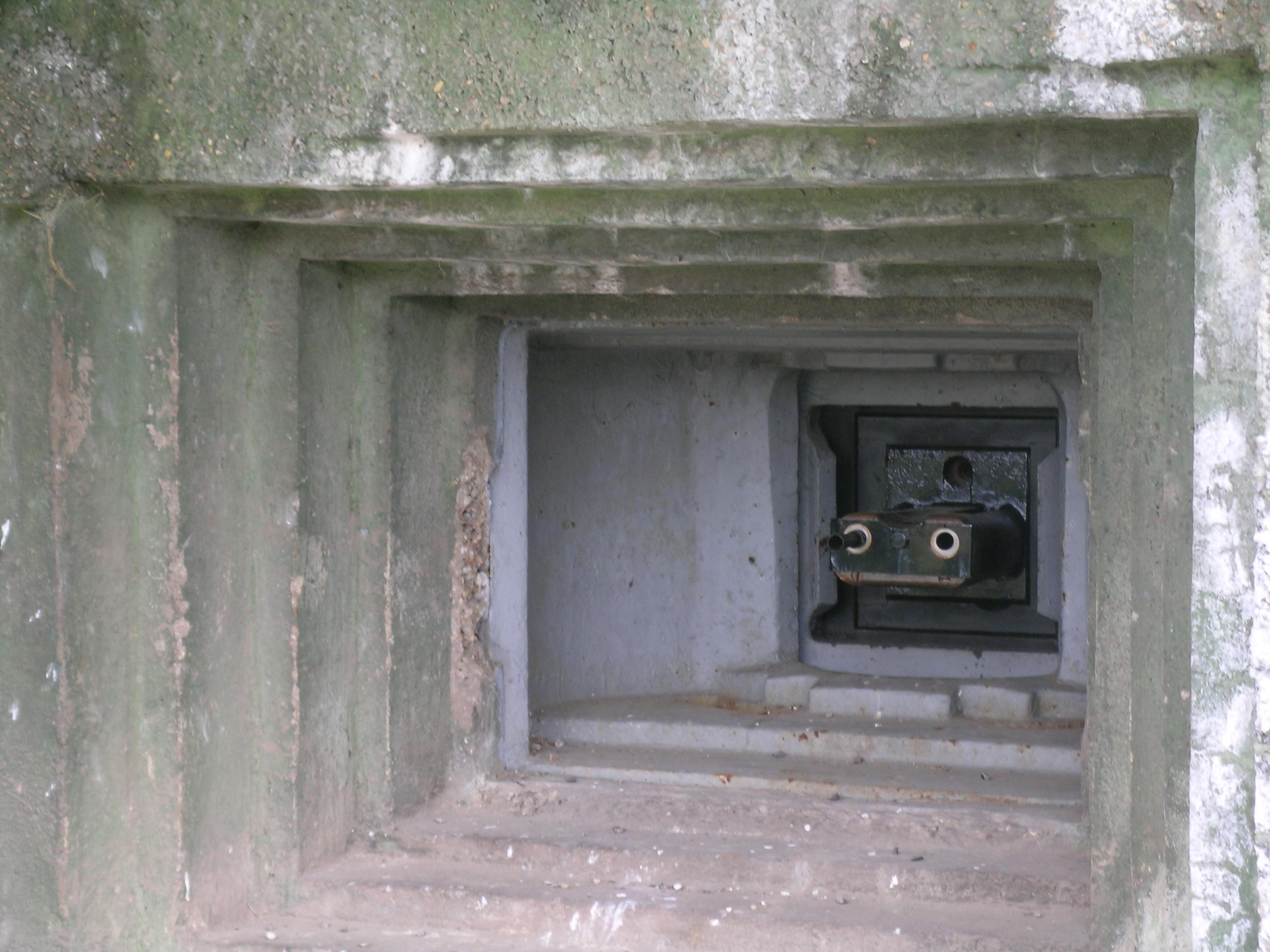
Jumelage de mitrailleuses monté sur un créneau (ouvrage de l'Immerhof).

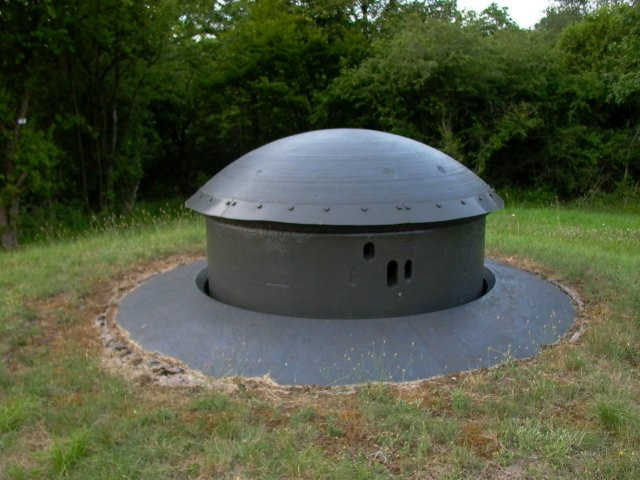
Tourelle de mitrailleuses en batterie (bloc 1 du gros ouvrage du Hackenberg).

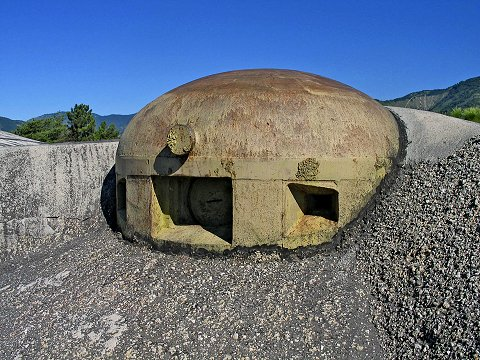
Cloche JM (ouvrage de l'Agaisen).

Le jumelage de mitrailleuses (souvent abrégé en JM) est une arme composée de deux mitrailleuses montées ensemble sur le même axe de tir (jumelées). Il s'agit d'une arme adaptée aux fortifications car capable de tirer en continu sur une longue durée. Ce système fut utilisé en France pour servir d'arme principale à la ligne Maginot.

## Historique
La ligne Maginot est avant tout une ligne de casemates assurant une ligne de feu continue avec des mitrailleuses le long d'une double ligne de barbelés et de rails enterrés, le tout couvert par des tirs d'artillerie. Le début de la construction des ouvrages de la ligne à partir de 1928 a donc entraîné le développement d'un nouveau modèle de mitrailleuse, bénéficiant des avancées technologiques dans le domaine de la mécanique des armes à feu (reprenant le système de fonctionnement par emprunt de gaz) et les études menées pour la nouvelle munition de 7,5 mm (celle du FM 24/29).
Le résultat fut adopté le 16 octobre 1930 sous le nom de mitrailleuse MAC 31 (Manufacture d'armes de Châtellerault modèle 1931), surnommée « mitrailleuse Reibel » du nom du colonel Reibel directeur de la MAC. Les premiers essais de tir sont faits le 24 décembre 1931 à la casemate du Bois-de-Kanfen-Est (numéro C 43, dans le secteur fortifié de Thionville). La ligne Maginot est équipée avec plusieurs centaines de ces jumelages.
Après la campagne de France de 1940, les forces d'occupation allemandes firent démonter plusieurs de ces jumelages pour les stocker ou les installer sur le Mur de l'Atlantique.
Un peloton de jeep blindées utilisa des jumelages de ces mitrailleuses, plus rarement en solo au sein de la Légion étrangère en Indochine durant le conflit pour les escortes de convois de ravitaillement et ouvertures de route sur les RC (routes coloniales).

## Versions

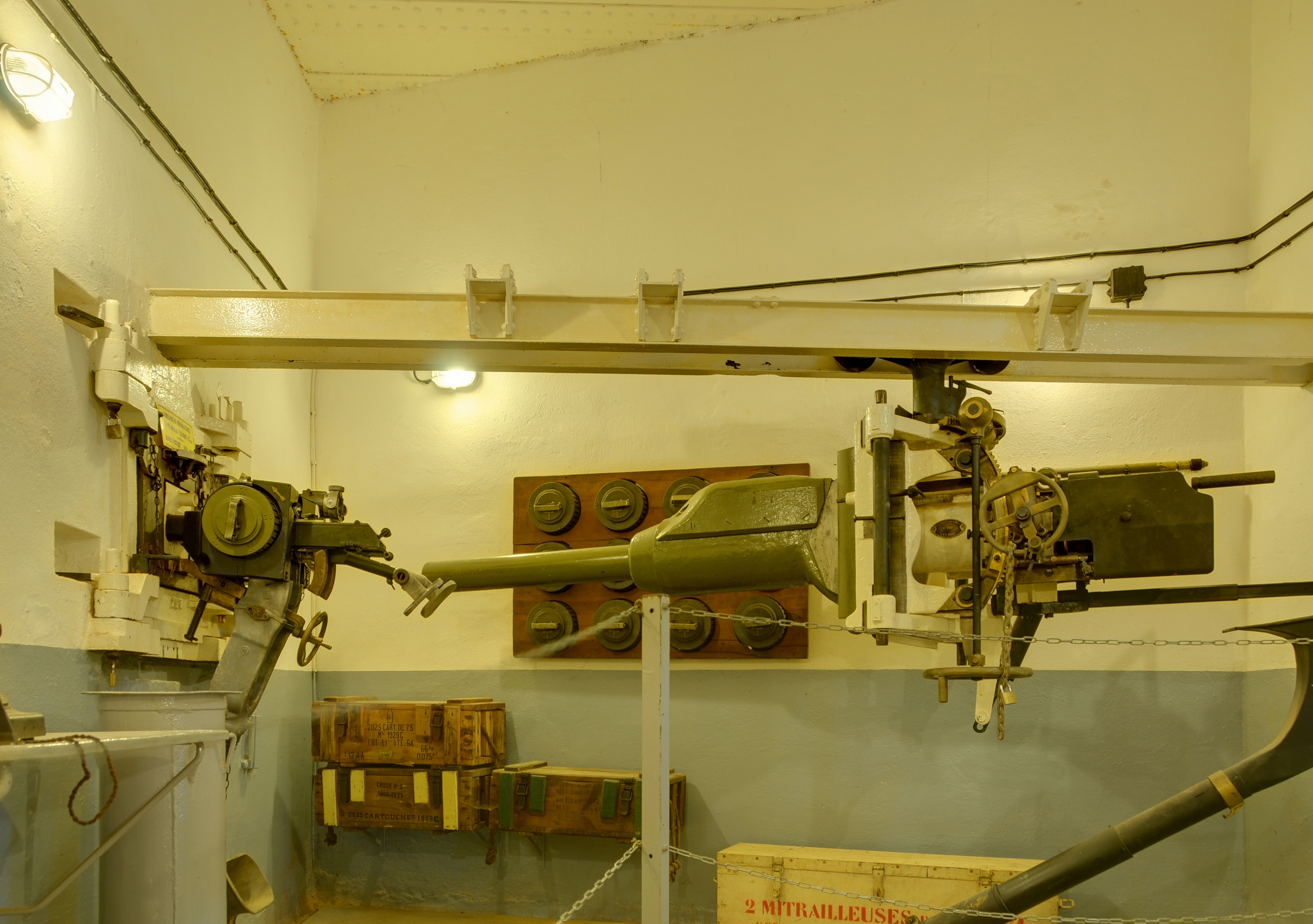
Intérieur d'une casemate, avec le jumelage de mitrailleuses en position et le canon antichar en équilibre sur le rail (ouvrage de Schœnenbourg).

Les mitrailleuses sont montées sur des modèles de trémies couvrant les canons des mitrailleuses presque jusqu'à leur extrémité. Selon la position de la mitrailleuse dans le jumelage, elle a sa fenêtre d'alimentation à droite ou à gauche. La majorité des jumelages installés dans des casemates sont montés avec un canon antichar sur le même créneau, dit alors créneau mixte JM/AC, les deux armes étant permutables entre elles.
La MAC 31 de forteresse (d'autres versions existent pour les chars de combat et pour l'infanterie) est livrée en trois versions, la MAC 31 F, la MAC 31 T et la MAC 31 TM. Le modèle F (« fortification ») est un jumelage avec une poignée par mitrailleuse, un carter de ventilation et un collecteur d'évacuation des douilles. Les modèles T (« tourelle ») et TM (« tourelle mixte ») n'ont pas de poignée ni de crosse, un câble servant de détente.
La MAC 31 F a été montée sous casemate ainsi que sous cloche (modèles JM et AM), la MAC 31 T servait sur la tourelle modèle pour mitrailleuses 1935, tandis que la MAC 31 TM était montée sur les tourelles modèle pour AM et modèle pour AM et mortier.

Les trois emplacements possibles pour un jumelage de mitrailleuses
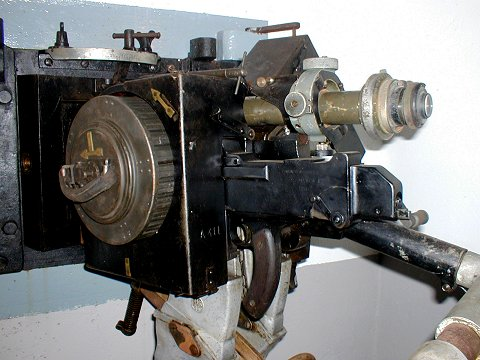
Jumelage sous casemate (bloc 7 de Schœnenbourg).
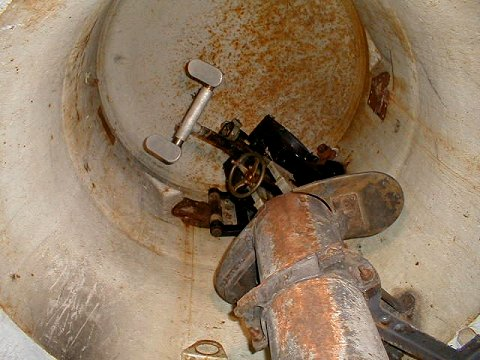
Jumelage sous cloche.
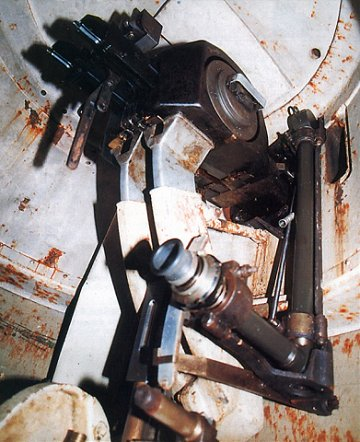
Jumelage sous tourelle.

Chaque jumelage est livré avec quatre tubes de rechange et deux cylindres à gaz de rechange.

## Caractéristiques

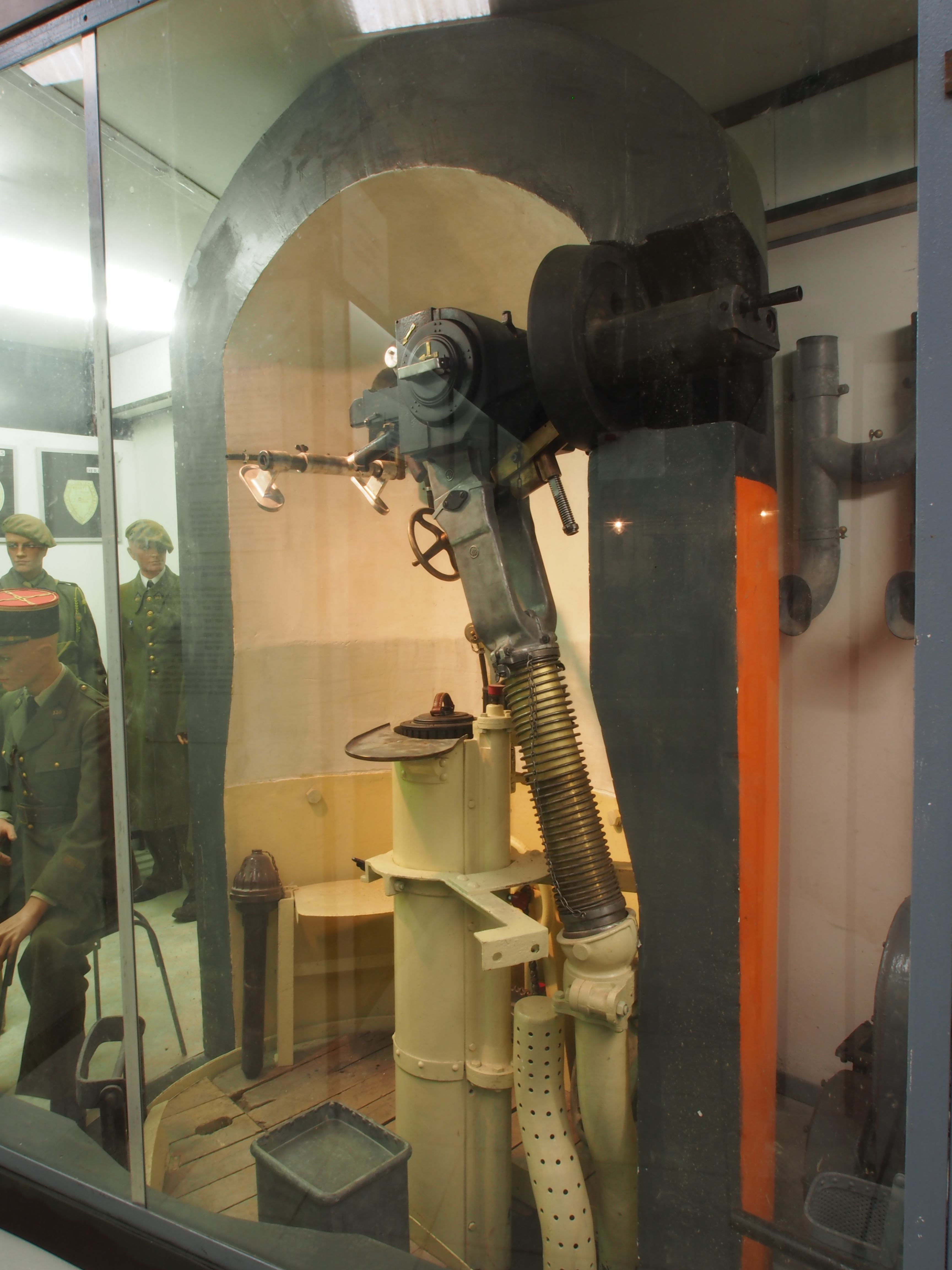
vue écorchée d'une cloche JM (musée de Fermont).

Le jumelage est basé sur le principe du tir par alternance des tubes, permettant ainsi à une des deux mitrailleuses de se refroidir, simplement par air, mais aussi par eau injectée en cas d'urgence (pulvérisateur Vermorel par buse dans le canon). Le tir ne se fait que par rafales, il n'y a pas de sélecteur. Les cadences de tir prévues sont dits de harcèlement (lent  : 50 coups par minute, soit un tiers de chargeur) d'interdiction (normal  : 150 cp/min, soit un chargeur) ou de barrage (accéléré  : 450 cp/min, soit trois chargeurs). En cas de besoin, il est prévu un tir rapide (tir accéléré avec les deux mitrailleuses à la fois, mais très court avec un demi-chargeur chacune).
Ces cadences de tir assez faibles sont prévues pour limiter l'usure des tubes  : leur espérance de vie, théoriquement un maximum de 15 000 coups (usure des rayures et déformation par la chaleur), étant augmentée grâce au principe du tir alterné et grâce au système de refroidissement par eau. La dotation en stock était de 40 000 coups par jumelage pour une casemate d'intervalle, de 140 000 par jumelage sous cloche ou créneau dans un ouvrage et de 200 000 par tourelle de mitrailleuses.
- Calibre  : 7,5 mm modèle 1929 ;
- longueur totale : 105 cm ;
- longueur du canon : 60 cm ;
- Masse sans chargeur : 10,7 kg (F), 10,3 (TM) ou 10,4 (T) ;
- Masse avec chargeur : 18,47 kg (F), 18,07 (TM) ou 18,17 (T) ;
- Portée pratique : 1 200 m
- Portée maximale : 4 900 m (hausse établie jusqu'à 2 400 m)[1] ;
- Cadence de tir maximale : 750 coups par minute ;
- Alimentation : chargeur-camembert de 150 cartouches[9].

La munition est la même que celle des fusils-mitrailleurs 24/29 D servant à la défense rapprochée : la 7,5 mm (x 54) modèle 1929, avec cinq types :
- la 1929 D à balle lourde (vitesse de 694 m/s), portant plus loin ;
- la 1929 C à balle légère (vitesse de 840 m/s) ;
- la 1929 P à balle perforante, contre les véhicules ;
- la 1929 T à balle traceuse ;
- la 1929 TP à balle traceuse perforante[3].